# Hesperidanthus jaegeri
Hesperidanthus jaegeri är en korsblommig växtart som först beskrevs av Reed Clark Rollins, och fick sitt nu gällande namn av Al-shehbaz. Hesperidanthus jaegeri ingår i släktet Hesperidanthus och familjen korsblommiga växter. Inga underarter finns listade i Catalogue of Life.

## Bildgalleri

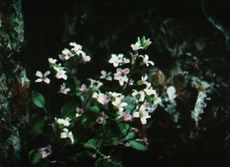